# 劉易斯伯勒 (纽约州)
劉易斯伯勒（英語：Lewisboro）是一個位於美國紐約州西徹斯特縣的鎮。

## 人口
根據2020年美國人口普查的數據，劉易斯伯勒的面積為75.53平方千米，當中陸地面積為71.86平方千米，而水域面積為3.67平方千米。當地共有人口12265人，而人口密度為每平方千米162人。